# Lijst van musea in Jerevan
Deze lijst van musea in Jerevan bestaat uit een overzicht van musea in de Armeense hoofdstad Jerevan.

## Lijst van musea
| Naam van museum                                                          | Openingsjaar | Type                                 | Illustratie |
| ------------------------------------------------------------------------ | ------------ | ------------------------------------ | ----------- |
| Historisch Museum van Armenië                                            | 1921         | Geschiedenis en archeologie          |             |
| Historisch museum van Jerevan                                            | 1931         | Geschiedenis en archeologie          |             |
| Tsitsernakaberd (museum over de Armeense Genocide)                       | 1995         | Geschiedenis en archeologie          |             |
| Ereboenimuseum                                                           | 1968         | Geschiedenis en archeologie          |             |
| Moeder Armenië (militair museum Moeder Armenië)                          | 1970         | Geschiedenis en archeologie          |             |
| Museum van de geschiedenis van de revolutionaire Armeense federatie      | 2007         | Geschiedenis en archeologie          |             |
| Nationale Galerij van Armenië                                            | 1921         | Kunst                                |             |
| Charents museum van kunst en literatuur                                  | 1921         | Kunst                                |             |
| Matenadaran (Mesrop Mashtots-instituut voor oude handschriften)          | 1959         | Kunst                                |             |
| Museum voor moderne kunst van Jerevan                                    | 1972         | Kunst                                |             |
| Museum van Armeens houtsnijwerk                                          | 1977         | Kunst                                |             |
| Museum van populaire kunst Hovhannes Sharambeian                         | 1978         | Kunst                                |             |
| Ervand Kotsjarmuseuml                                                    | 1984         | Kunst                                |             |
| Museum voor Russische kunst in Jerevan                                   | 1984         | Kunst                                |             |
| Sergej Paradzjanovmuseum                                                 | 1988         | Kunst/biografie (Sergej Paradzjanov) |             |
| Museum van kunst uit het Midden-Oosten                                   | 1993         | Kunst                                |             |
| Nationaal museuminstituut voor architectuur in Jerevan                   | 2002         | Kunst                                |             |
| Pedagogisch staatsuniversiteitsmuseum                                    | 2004         | Kunst                                |             |
| Kunstmuseum Cafesjian (bij de Cascade van Jerevan)                       | 2009         | Kunst                                |             |
| Komitasmuseum (nabij het Komitaspark)                                    | 2015         | Kunst                                |             |
| Galerij Édouard Isabékian                                                | -            | Kunst                                |             |
| Zoölogisch museuminstituut van Jerevan (nabij de dierentuin van Jerevan) | 1920         | Natuur en biologie                   |             |
| Geologisch museum Hovhannes Karapetian                                   | 1937         | Natuur en biologie                   |             |
| Staatsmuseum voor de Armeense natuur                                     | 1952         | Natuur en biologie                   |             |
| Museum van de Armeense medische geschiedenis                             | 1978         | Wetenschap en techniek               |             |
| Museum van Armeense medicijnen                                           | 1999         | Wetenschap en techniek               |             |
| Ruimtemuseum van Jerevan                                                 | 2001         | Wetenschap en techniek               |             |
| Museum voor Wetenschap en Techniek van Jerevan                           | 2008         | Wetenschap en techniek               |             |
| Armeens Spoorwegmuseum                                                   | 2009         | Wetenschap en techniek               |             |
| Museum van telecommunicatie in Jerevan                                   | 2012         | Wetenschap en techniek               |             |
| Little Einstein museum voor interactieve wetenschap                      | 2015         | Wetenschap en techniek               |             |
| Khatchatour Abovianmuseum                                                | 1939         | Biografie (Khatchatour Abovian)      |             |
| Hovhannes Toemanjanmuseum                                                | 1953         | Biografie (Hovhannes Toemanjan)      |             |
| Alexandre Spendarianmuseum                                               | 1963         | Biografie (Alexandre Spendarian)     |             |
| Avetik Issahakianmuseum                                                  | 1963         | Biografie (Avetik Issahakian)        |             |
| Yéghiché Tcharentsmuseum                                                 | 1963         | Biografie (Yéghiché Tcharents)       |             |
| Martiros Sarianmuseum                                                    | 1967         | Biografie (Martiros Sarian)          |             |
| Ara Sarkissian en Hakob Kojoyanmuseum                                    | 1973         | Biografie                            |             |
| Derenik Demirchianmuseum                                                 | 1977         | Biografie (Derenik Demirchian)       |             |
| Georges Grigorianmuseum                                                  | 1977         | Biografie (Georges Grigorian, Jotto) |             |
| Huis-Museum Aram Chatsjatoerjan                                          | 1978         | Biografie (Aram Chatsjatoerjan)      |             |
| Karen Demirtchianmuseum                                                  | 2001         | Biografie (Karen Demirtchian)        |             |
| Sylva Kapoutikianmuseum                                                  | 2003         | Biografie (Sylva Kapoutikian)        |             |
| Generaal Andranikmuseum                                                  | 2006         | Biografie (Andranik Ozanian)         |             |
| Koryun Nikoghosyanmuseum                                                 | 2009         | Biografie (Koryun Nikoghosyan)       |             |
| Haroutioun Galentzmuseum                                                 | 2010         | Biografie (Haroutioun Galentz)       |             |
| Charles Aznavourmuseum                                                   | 2011         | Biografie (Charles Aznavour)         |             |
| Fridtjof Nansenmuseum                                                    | 2014         | Biografie (Fridtjof Nansen)          |             |